# Betty Mabel Lilian Williams
Pour les articles homonymes, voir Betty Williams (homonymie) et Williams.
Betty Mabel Lilian Williams, née le 11 janvier 1925 à Aldershot dans le Hampshire et morte le 6 septembre 1974 à Watford dans le Hertfordshire, est une femme de lettres et une scénariste britannique, auteure de roman policier. Elle utilise les pseudonymes Danny Spade et Dail Ambler.

## Biographie
De 1950 à 1954, elle écrit quarante-deux romans consacrés au détective privé Danny Spade qu'elle signe pour la plupart du même nom ou Dail Ambler. Ses aventures se déroulent à New York. Pour Claude Mesplède, le « pseudonyme de Danny Spade, (est) emprunté au héros du Faucon de Malte de Hammett. (…) Pourtant dans cette première aventure qui resta unique traduction, le récit violent et simpliste, fait plutôt penser à Mickey Spillane ».

## Œuvre

### SérieDanny Spade

#### Romans signés Danny Spade
- The Dame Plays Rough (1950)
  - À la casserole !, Série noire no 118 (1952)
- She Liked It That Way (1950)
- Frisco Rock (1951)
- Silk and Cordite (1951)
- You Slay Me (1951)
- The Lady Holds a Gun (1951)
- Waterfront Rat (1951)
- Move Fast, Brother (1951)
- You'll Play This My Way (1951)
- Count Me Out (1951)
- Don't Die On Me (1951)
- San Francisco by Night (1951)
- So Deep the River (1951)
- Spades Are Trumps (1951)
- Dial Death (1951)
- Shadow of a Gun (1952)
- Dragnet (1952)
- No More Chances (1952)
- Strong Arm Stuff (1952)
- Hi-Jack (1952)
- Skid Row (1952)
- Calling Mr. Spade (1952)
- A Gun for Sale (1952)
- What Gives? (1952)
- Story of a Killer (1952)
- Kiss Me As You Go (1953)
- Twice As Dead (1953)
- How Far Can You Go (1953)
- Honey, You Slay Me (1953)
- White Curves and Black Chiffon (1953)
- A Girl Called Coffee (1953)
- Lady Likes To Sin (1953)
- Nothing To Hide (1953)
- It's All in Your Mind (1953)
- That's All I Need (1953)

#### Romans signés Dail Ambler
- Hold That Tiger! (1952)
- The Lady Says When (1952)
- Wildcat (1952)
- What's With You (1952)
- Danny Spade Spells Trouble (1953)
- Someone Falling (1954)
- Danny Spade Sees Red (1954)

## Filmographie

### À la télévision
- 1958 : 2 épisodes de la série télévisée britannique Armchair Theatre
- 1961 : 1 épisode de la série télévisée britannique Harpers West One

### Au cinéma
- 1960 : L'Aguicheuse (Beat Girl), film britannique réalisé par Edmond T. Gréville
- 1963 : Take Me Over, film britannique réalisé par Robert Lynn (en)
- 1969 : Night After Night After Night, film britannique réalisé par Lindsay Shonteff

## Sources
- Claude Mesplède, Les Années "Série noire" : bibliographie critique d'une collection policière, vol. 1 : 1945-1959, Amiens, Editions Encrage, coll. « Travaux » (no 13), 1992 (ISBN 978-2-906-38934-2), p. 94.
- Claude Mesplède et Jean-Jacques Schleret, SN, voyage au bout de la Noire : inventaire de 732 auteurs et de leurs œuvres publiés en séries Noire et Blème : suivi d'une filmographie complète, Paris, Futuropolis, 1982 (OCLC 11972030), p. 341